# 糯米糍 (荔枝)
糯米糍是荔枝最主要的栽培品種之一，主要栽種於廣東省深圳市、台灣台中市等地。其特点是肉厚而多汁、含糖量達15%以上，浓甜如蜜，果皮鲜红，皮薄且核小。著名作家秦牧曾以：「果大、核細、肉滑、汁多、濃甜」十個字來形容糯米糍。